# Grethe Weiser

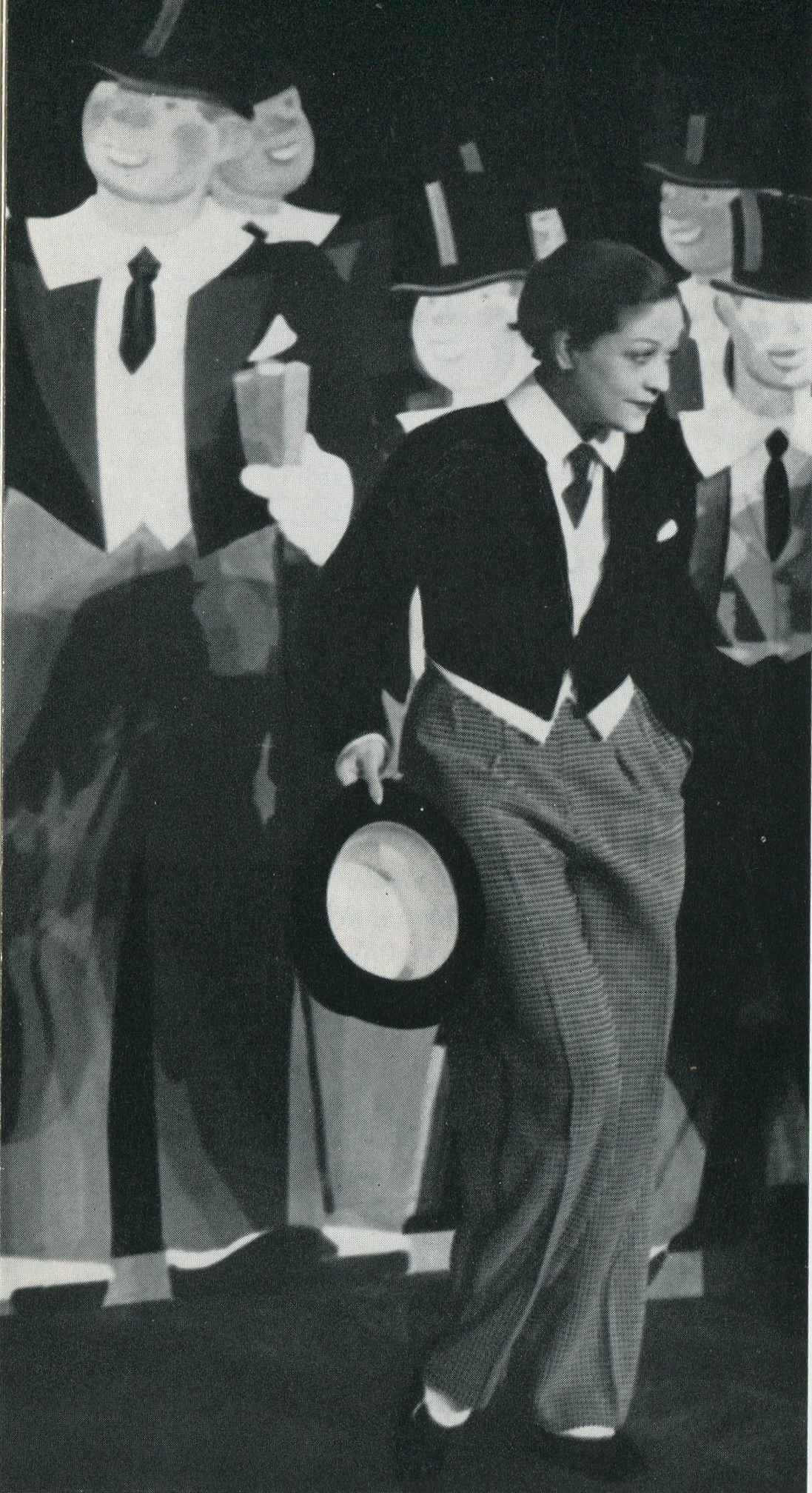
Grethe Weiser i Berlin 1932.

Grethe Weiser, född 27 februari 1903 i Hannover, Kejsardömet Tyskland, död i en bilolycka 2 oktober 1970 i Bad Tölz, Västtyskland, var en tysk skådespelare. Weiser filmdebuterade 1927 och kom att medverka i över 150 tyska filmer, samt en handfull TV-produktioner. Weiser var främst en komediaktör, och gjorde ofta större biroller som lite tuffa men godhjärtade kvinnor.